# 斯邁利維爾 (密蘇里州)
斯邁利維爾（英語：Smileyville）是位於美國密蘇里州馬里昂縣的非建制地區。

## 歷史
斯邁利維爾的郵局於1889年設立，其後於1901年停運。

## 地理
斯邁利維爾所處的海拔為高於海平面193米（即633英呎），而該地所採用的時區為UTC-6，即北美中部時區（CST）。同時該地設有夏令時間，為UTC-6調快一小時，即UTC-5（CDT）。